# グスタフ・フレンセン

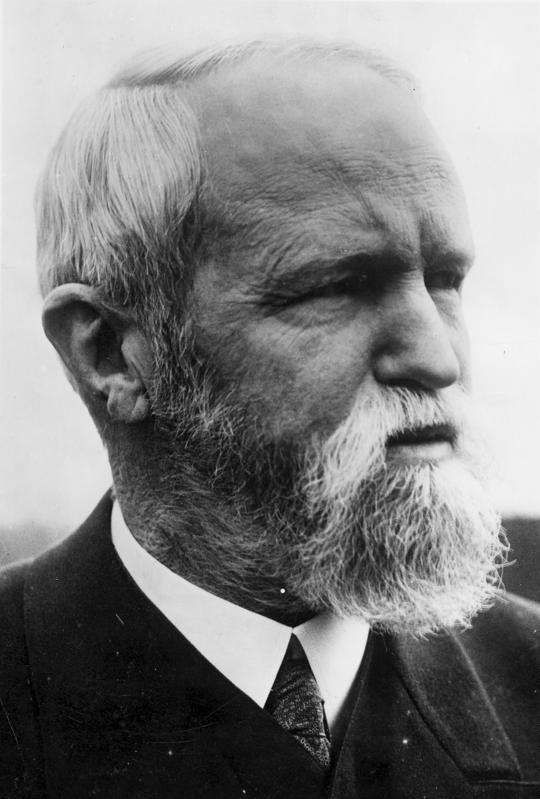
フレンセン

グスタフ・フレンセン（Gustav Frenssen、1863年10月19日 - 1945年4月11日）は、 ドイツのプロテスタントの牧師、小説家。

## 概要
ホルシュタインのディートマルシェンに生まれ、ヴィルヘルム2世統治下のドイツで農民文学などを著し、作家として人気を博した。作品は郷土・民族色が強いため、ナチス・ドイツでも評価された。牧師として神学を学んでいたが、官能は罪ではなく、神からの贈り物であり、人々はそれを心から楽しむべきという考えを持っていた。

## 作品
- 3人の忠実な男（1898年）
- イェルン・ウール（1901年）
- ヒリゲンライ（1905年）
- ペーター・モールの南西アフリカ旅行（1907年）
- クラウス・ヒンリヒ・バース（1909年）
- ポッグゼーの牧師（1921年）
- 北辺の信仰（1936年）